# Lee Melville
Lee F Melville (sinh ngày 20 tháng 5 năm 1970) là 1 vận động viên cricket người Bahamas. Melville là 1 right-handed batsman và ném kiểu right-arm medium pace và hiện đang chơi cho đội tuyển quốc gia Bahamas.
Trước khi thi đấu cho Bahamas, Melville chơi cho đội Caistor Cricket Club ở Anh tại giải Lincolnshire Premier League từ 2001 đến 2002.
Melville chơi trận quốc tế đầu tiên tại giải 2006 ICC Americas Championship Division 2 đối đầu với Panama.
Melville chơi trận Twenty20 đầu tiên khi thi đấu với Jamaica trong vòng đấu đầu tiên tại giải 2008 Stanford 20/20.  Melville ghi được 1 wicket với Shawn Findlay.
Meville chơi giải đấu 2010 ICC World Cricket League Division Five và 2010 ICC Americas Championship Division 2.  Trận đấu gần đây nhất của anh cho đội tuyển quốc gia là trận với Suriname.

## Liên kết khác
- Lee Melville at Cricinfo
- Lee Melville at CricketArchive